# 제임스 카텔
미국의 심리학자 제임스 맥킨 캐텔(James McKeen Cattel, 1860년 5월 25일 - 1944년 1월 20일)은 미국의 심리학 교수로 펜실베니아 대학에서 가르쳤으며, 주목할 만한 사이언스(Science)지를 포함해 과학 저널과 출판물의 오랜 편집인이자 발행인이었으며 그는 또한 1921-1944년 과학 및 공공 사회(Society for Science & the Public 또는 SSP)로 알려진 과학 서비스의 이사회의 일원이었다.

## 정신검사
심리학 분야에서 '정신검사'라는 용어를 처음으로 제안하였다. 캐텔은 분트(Wundt)의 심리학 실험실의 대학원생이었었다. 그는 과학적 행동 관찰에 있어서 철저한 통제와 객관적 관찰의 중요성에 대해서는 분트와 같은 입장이었으나, 개인의 특성을 고려하지 않는 인간 전반에 걸친 공통적 원리가 심리학의 주요 목적이라고 보는 견해에 대해서는 반대 입장에 있었던것으로 알려져 있다. 펜실베이니아 대학과 콜롬비아 대학에 심리학 연구소를 설치하였으며 주로 감각과 운동반응 능력에 관한 10가지 항목으로 구성된 지능 검사를 제안하였다.

## 논문
'생각하는데 걸리는 시간'(The Time it Takes to Think -1888년 2월)
'심리학의 진보' (The Progress of Psychology -1893년10월)

## 같이 보기
- 프랜시스 골턴
- 윌리엄 제임스
- 라이트너 위트머